# Jaltomata
Jaltomata ist eine Pflanzengattung in der Familie der Nachtschattengewächse (Solanaceae). Die etwa 60 bekannten Arten sind in der Neotropis verbreitet. Die Früchte einiger Arten werden als Obst gegessen.

## Beschreibung

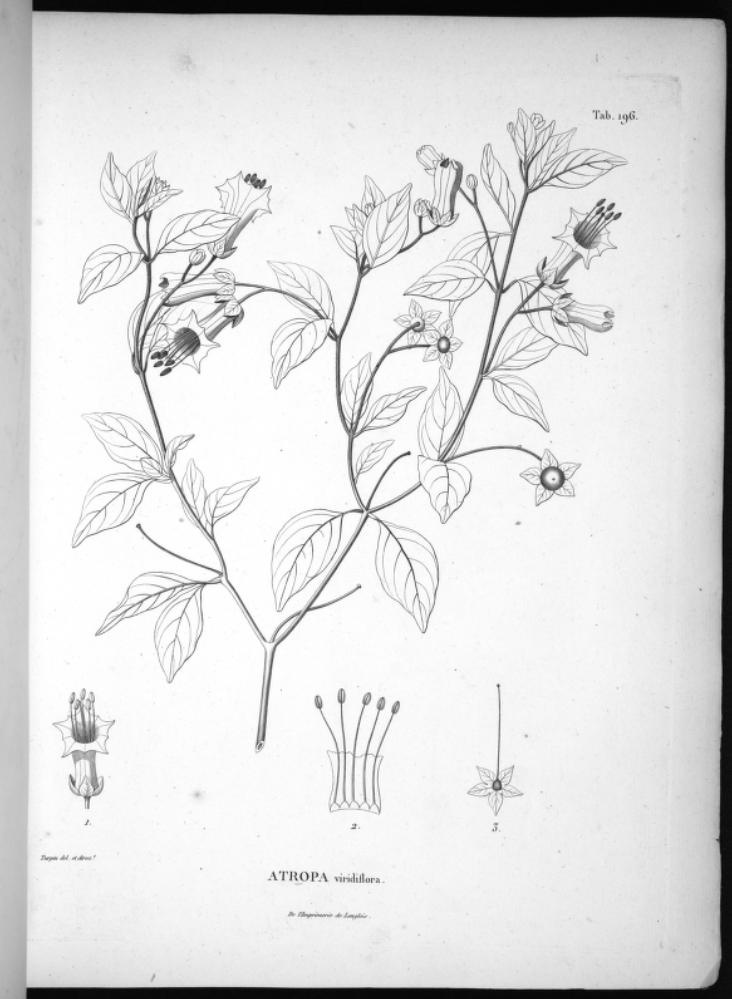
Illustration von Jaltomata viridiflora

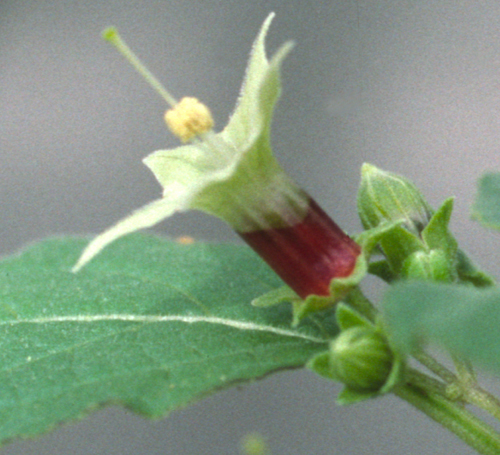
Blüte von Jaltomata umbellata mit deutlich sichtbaren rotem Nektar in der Kronröhre

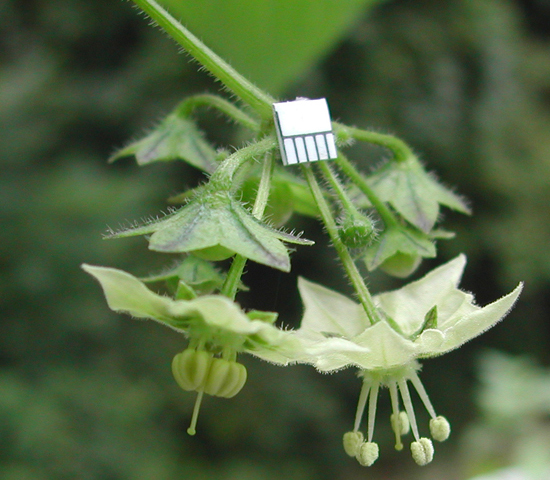
Protogyne Blüten von Jaltomata procumbens: Links die Blüte am ersten Tag, rechts am zweiten Tag

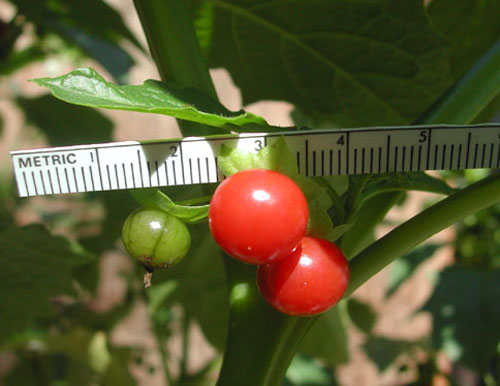
Reife und unreife Früchte von Jaltomata auriculata

### Vegetative Merkmale
Jaltomata-Arten sind ausdauernde, krautige oder als Strauch wachsende und mitunter auch rankende Pflanzen mit einer Wuchshöhe von meist 1 bis 2 m, in Ausnahmen werden bis 5 m erreicht. Die Sprossachse ist normalerweise hohl, abgeflacht rund oder vier- bis fünfeckig.
Die manchmal paarweise oder in Quirlen angeordneten Laubblätter sind in Blattstiel und Blattspreite gegliedert. Oft befinden sich die 5 bis 25 mm langen Blattstiele asymmetrisch an der Blattspreite. Die Blattspreiten sind eiförmig und gelegentlich elliptisch oder eiförmig-elliptisch. Sie haben meist eine Länge von 9,5 bis 15 cm und eine Breite 5,5 bis 8,5 cm, manchmal sind sie deutlich kleiner und dann 3,5 bis 6 cm × 2,5 bis 4 cm groß. Sie sind ganzrandig, leicht gewellt oder gezähnt, die Blattspitze ist zugespitzt, die Spreitenbasis ist gestutzt und stumpf oder keilförmig zugespitzt.

### Blütenstände und Blüten
Die Blütenstände sitzen einzeln in den Blattachseln oder entspringen einem Dichotom und bestehen aus zwei bis drei oder auch bis zu 12 bis 18 doldenförmig angeordneten Blüten.
Die zwittrigen Blüten sind fünfzählig mit doppelter Blütenhülle. Der Kelch ist fünf-gelappt oder fünf-teilig, verkehrt-konisch und radförmig. Die Kelchzipfel sind meist eiförmig-dreieckig oder dreieckig geformt, breiter als lang oder genauso breit wie lang, meistens länger als die Röhre. Es existieren innerhalb der Gattung Arten mit weißlichen, grünen, blass-gelben, violetten oder blauen Kronen, teilweise sind sie auch zweifarbig mit violett oder pink; die Form der Kronen variiert zwischen radförmig, glockenförmig, trichterförmig, röhrenförmig und bei einer Art urnenförmig. Die Krone hat einen Durchmesser von meist 14 bis 25 (seltener 10 bis 35) mm und ist 2 bis 2,7 cm lang. An der Kronröhre stehen meistens zehn Kronzipfel, wobei fünf Zipfel etwas größer sind, jedoch gewöhnlich kürzer als die Röhre. Abwechselnd damit stehen fünf kürzere Kronzipfel, die manchmal auch sehr unauffällig oder auch nicht ausgeprägt sein können. Die Blüten einiger Arten schließen sich nachts.
Die Staubblätter einer Blüte sind in allen Arten gleich gebaut, einzige Ausnahme ist Jaltomata repanidentata mit zwei längeren Staubblättern, deren Staubbeutel ebenfalls vergrößert sind. Die Staubfäden können gleich lang oder nahezu gleich lang sein, oder aber in zwei deutlich unterschiedlichen Längen auftreten. In der Nähe des Blütenbodens verdicken sich die Staubfäden, so dass sie sich zu einem Ring vereinigen, dort sind sie teilweise auch stark behaart. Die Staubbeutel sind meist 1 bis 2,7 (0,8 bis 3) mm lang; die Pollenkörner sind mit 26 bis 36 µm mittelgroß. Der Fruchtknoten enthält zahlreiche Samenanlagen. Die ringförmigen Nektarien sondern einen gelblichen, orangen oder roten Nektar ab. Auf dem Griffel sitzt ein fast rundes, eingedrücktes oder leicht zweilappiges Fruchtblatt.
Alle untersuchten Arten der Gattung sind selbstkompatibel. Viele Arten der Gattung haben protogyne (vorweibliche) Blüten. Am ersten Tag der Blüte bleiben die Staubbeutel geschlossen, sie öffnen sich erst am zweiten Tag. In einigen Arten verlängern sich zwischen diesen beiden Phasen die Staubfäden, so dass sie zur Narbe emporgehoben werden.

### Früchte und Samen
Die Früchte von Jaltomata sind runde oder abgeflacht runde, saftige Beeren mit kleinen, (3) 5 bis 9 mm großen oder größeren, meist 14 bis 23 (10 bis 25) mm großen Früchten. Die reifen Früchte können violett, schwarz, grün, orange, rot oder gelb sein, und werden von dem sich stark vergrößernden Blütenkelch fast umschlossen. In einer Beere befinden sich 70 bis 180 Samen. Die nierenförmigen bis fast runden Samen haben eine Größe von (0,8) 1,4 bis 2 mm. Der im Samen befindliche Embryo ist stark gebogen.

## Systematik

### Botanische Geschichte

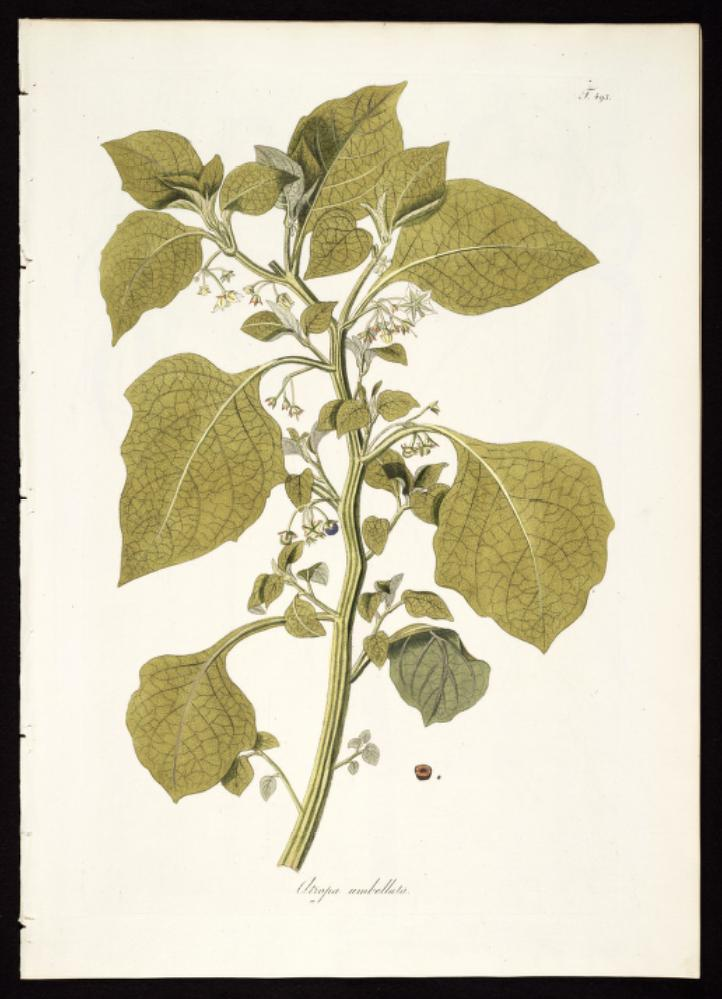
Historische Illustration von Jaltomata umbellata

Die Gattung Jaltomata wurde erstmals 1838 durch Diederich Franz Leonhard von Schlechtendal als Gattung mit einer einzigen Art Jaltomata edulis beschrieben, jedoch schon ein Jahr später ebenfalls durch Schlechtendal der Gattung Saracha untergeordnet. Erst 1973 wurde durch J. L. Gentry der Gattungsstatus wieder anerkannt, gleichzeitig erkannte er, dass die von Schlechtendal als Jaltomata edulis beschriebene Art bereits vorher durch Antonio José Cavanilles als Atropa procumbens eingeführt wurde. Der korrekte Name der Art lautet demnach Jaltomata procumbens.
Viele andere, heute der Gattung zugeordnete Arten wurden zunächst unter anderen Gattungen eingeordnet.  So enthielt beispielsweise die 1799 von Hipólito Ruiz López und José Antonio Pavón eingeführte Gattung Saracha einige Arten, die heute zu Jaltomata gezählt werden. Durch spätere nomenklatorische Fehler von John Miers wurden diese Arten zum Teil auch als Witheringia geführt. Zudem führte Miers eine neue Gattung Hebecladus ein, in der unter anderem wiederum von Ruiz und Pavon 1799 als Atropa beschriebene Arten eingeordnet wurden. Neuere Arbeiten gliedern jedoch die Gattung Hebecladus in Jaltomata ein. Bedingt durch diese unterschiedlichen Ansichten über den Umfang der Gattung und der Entdeckung einer Vielzahl neuer Arten hat die Anzahl der anerkannten Arten innerhalb der Gattung stark zugenommen. So wurden 1979 von William D’Arcy nur vier Arten zur Gattung gezählt, 1991 bereits zehn, aktuell werden über 60, zum Teil noch nicht offiziell beschriebene Arten zur Gattung gezählt.

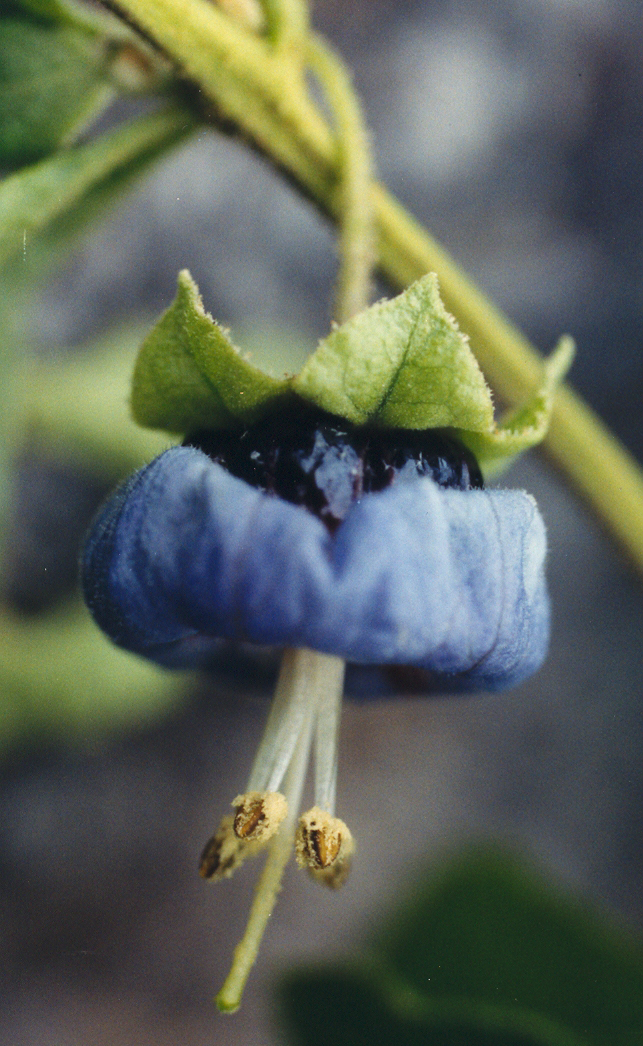
Jaltomata leivae

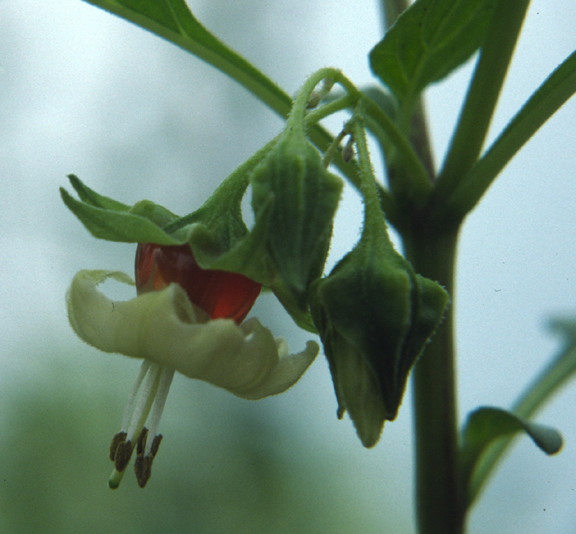
Jaltomata ventricosa

### Externe Systematik
Wie auch bei anderen Gattungen der Familie der Nachtschattengewächse (Solanaceae), ist die Einordnung der Gattung Jaltomata innerhalb der Familie nicht komplett geklärt. Von D’Arcy wird Jaltomata innerhalb der Nachtschattengewächse in die Tribus Solaneae eingeordnet; als Untertribus wird zunächst aufgrund der vergrößerten Kelchblätter die Subtribus Physalinae, dem auch die Physalis angehören, angegeben. Durch morphologische Untersuchungen kommt jedoch Hunziker zu dem Entschluss, dass diese Zuordnung nicht korrekt sein kann, er platziert die Gattung in der Subtribus Witheringinae.
Auch phylogenetische Untersuchungen stellen fest, dass die vermutete nahe Verwandtschaft zu Physalis nicht gegeben ist. Olmstead platziert in seiner phylogenetisch-basierten Systematik der Nachtschattengewächse die Gattung Jaltomata in die Tribus Solaneae, während die Gattung Physalis der Subtribus Physalinae der Tribus Physaleae zugeordnet wird.
|                 | Tribus Physaleae (u. a. mit Physalis, Witheringia)      |
|                 |                                                         |
| Tribus Capsicea | \| \| Capsicum \| \| \| \| \| \| Lycianthes \| \| \| \| |
|                 | \| \| Capsicum \| \| \| \| \| \| Lycianthes \| \| \| \| |
|                 | Capsicum                                                |
|                 |                                                         |
|                 | Lycianthes                                              |
|                 |                                                         |

|  | Capsicum   |
|  |            |
|  | Lycianthes |
|  |            |

|  | Solanum   |
|  |           |
|  | Jaltomata |
|  |           |

|                 | Tribus Physaleae (u. a. mit Physalis, Witheringia)      |
|                 |                                                         |
| Tribus Capsicea | \| \| Capsicum \| \| \| \| \| \| Lycianthes \| \| \| \| |
|                 | \| \| Capsicum \| \| \| \| \| \| Lycianthes \| \| \| \| |
|                 | Capsicum                                                |
|                 |                                                         |
|                 | Lycianthes                                              |
|                 |                                                         |

|  | Capsicum   |
|  |            |
|  | Lycianthes |
|  |            |

|  | Solanum   |
|  |           |
|  | Jaltomata |
|  |           |

Morphologisch unterscheiden sich die Vertreter der Gattung Jaltomata von Arten der Schwestergattung Solanum vor allem durch ein seitliches Aufspringen der Staubbeutel (bei Solanum durch Poren an den Spitzen der Staubbeutel) und dem Auftreten von Nektar. Zurückzuführen sind diese Unterschiede wahrscheinlich auf unterschiedliche Bestäuber.

### Innere Systematik
Eine aktuelle Revision der Gattung Jaltomata und somit eine vollständige Artenliste liegt nicht vor. Die folgende Liste entspricht den gültig beschriebenen Arten auf der von Thomas Mione auf seiner Homepage zusammengestellten Liste. Noch nicht gültig beschriebene Arten und Kombinationen wurden ausgelassen, neuere Veröffentlichungen ergänzt.
| - Jaltomata alviteziana S.Leiva: Peru. - Jaltomata andersonii Mione: Peru. - Jaltomata antillana (Krug & Urban) D’Arcy: Große Antillen. - Jaltomata aspera (Ruiz & Pav.) Mione: Peru. - Jaltomata atiquipa Mione & S.LeivaPeru. - Jaltomata auriculata (Miers) Mione: Sie gedeiht in den Anden. Ihr Verbreitungsgebiet reicht von Kolumbien bis ins nordwestliche Venezuela und umfasst auch das westliche Bolivien. - Jaltomata aypatensis S.Leiva, Mione & Quipuscoa: Peru. - Jaltomata bernardelloana S.Leiva & Mione: Nordwestliches Peru. - Jaltomata bicolor (Ruiz & Pav.) Mione: Peru. - Jaltomata biflora (Ruiz & Pav.) Benítez: Dieser Endemit kommt nur im peruanischen Department Junín vor. - Jaltomata bohsiana Mione & Spooner: Mexiko. - Jaltomata cajacayensis S.Leiva & Mione: Peru. - Jaltomata cajamarca Mione: Peru. - Jaltomata calliantha S.Leiva & Mione: Peru. - Jaltomata chihuahuensis (Bitter) Mione & Bye: Nördliches Mexiko. - Jaltomata chotanae S.Leiva & Mione: Peru. - Jaltomata confinis (C.V.Morton) J.L.Gentry: Guatemala. - Jaltomata contumacensis S.Leiva & Mione: Peru. - Jaltomata cuyasensis Leiva, Quipuscoa & Sawyer: Peru. - Jaltomata darcyana Mione: Mexiko und Costa Rica. - Jaltomata dendroidea S.Leiva & Mione (Syn.: Jaltomata tayabambae S.Leiva & Mione): Peru. - Jaltomata dentata (Ruiz & Pav.) Benítez: Peru. - Jaltomata diversa (J.F.Macbr.) Mione: Peru. - Jaltomata grandibaccata S.Leiva & Mione (Syn.: Jaltomata guillermo-guerrae Mione & S.Leiva): Peru. - Jaltomata grandiflora (B.L.Rob. & Greenm.) D’Arcy, Mione & Davis: Südwestliches Mexiko. - Jaltomata herrerae (C.V.Morton) Mione: Peru bis westliches Bolivien. - Jaltomata hunzikeri Mione: Peru. - Jaltomata lanata S.Leiva & Mione: Peru. - Jaltomata leivae Mione: Peru. - Jaltomata lezamae S.Leiva & Mione: Nordwestliches Peru. - Jaltomata lojae Mione: Ecuador bis Peru. - Jaltomata lomana Mione & S.Leiva: Dieser Endemit kommt nur im peruanischen Department Ancash vor. - Jaltomata mionei S.Leiva & Quipuscoa: Nordwestliches Peru. - Jaltomata nigricolor S.Leiva & Mione: Peru. - Jaltomata nitida (Bitter) Mione: Kolumbien bis Venezuela. - Jaltomata oppositifolia S.Leiva & Mione: Peru. - Jaltomata paneroi Mione & S.Leiva: Peru. - Jaltomata pallascana (Bitter) Mione: Peru. - Jaltomata parviflora S.Leiva & Mione: Peru. - Jaltomata pilosissima S.Leiva: Peru. - Jaltomata procumbens (Cav.) J.L.Gentry: Arizona bis Venezuela und westliches Bolivien. - Jaltomata propinqua (Miers) Mione & M.Nee: Peru. - Jaltomata repandidentata (Dunal) Hunz.: Mexiko bis Venezuela und Bolivien. - Jaltomata sagastegui Mione: Peru. - Jaltomata salpoensis S.Leiva & Mione: Nordwestliches Peru. - Jaltomata sanchez-vegae S.Leiva & Mione: Nördliches Peru. - Jaltomata sanctae-martae (Bitter) Benítez: Nordöstliches Kolumbien bis nordwestliches Venezuela. - Jaltomata sinuosa (Miers) Mione: Kolumbien bis nordwestliches Venezuela, dazu westliches Bolivien. - Jaltomata spooneri Mione & S.Leiva: Peru. - Jaltomata truxillana S.Leiva & Mione: Nordwestliches Peru. - Jaltomata umbellata (Ruiz & Pav.) Mione & M.Nee: Peru. - Jaltomata ventricosa (Baker) Mione: Peru. - Jaltomata viridiflora (Humb., Bonpl., Kunth) M.Nee & Mione: Kolumbien bis nordwestliches Venezuela. - Jaltomata weberbaueri (Dammer) Mione: Peru. - Jaltomata werffii D’Arcy: Galapagos-Inseln. - Jaltomata yacheri Mione & S.Leiva: Peru. - Jaltomata yungayensis Mione & S.Leiva: Dieser Endemit kommt nur in den peruanischen Departments Ancash und La Libertad vor. |

Phylogenetische Untersuchungen haben innerhalb der Gattung drei Kladen identifiziert, welche sich morphologisch vor allem durch die Farbe der Früchte voneinander trennen lassen:
- In der ersten Klade, welche als Schwesterklade zur restlichen Gattung steht, befinden sich Arten mit roten Früchten, halbstrauchartigem Habitus und einer verholzenden Basis. Hierzu gehören Jaltomata antillana und Jaltomata auriculata sowie wahrscheinlich die noch nicht in die Untersuchungen einbezogene Art Jaltomata sanctae-mertae.
- Die zweite Klade besitzt schwarze oder purpurfarbene Früchte. Ausnahme ist eine grünfrüchtige, bisher noch nicht beschriebene Art aus Mexiko, die nahe zu Jaltomata procumbens steht. In diese Klade wurden durch die Untersuchung zudem die Arten Jaltomata bohsiana, Jaltomata chihuahuensis, Jaltomata darcyana, Jaltomata grandiflora, Jaltomata procumbens, Jaltomata repandidentata und eine bisher noch unbeschriebene Art mit gelber Krone eingeordnet.
- Die weitaus größte Klade wird durch strauchige, vor allem in Südamerika beheimatete Arten mit orangefarbenen Früchten gebildet, wobei sich auch hier zweimal das Merkmal grüner Früchte ausgeprägt hat. Innerhalb der Klade existiert eine große Variabilität hinsichtlich Form und Farbe der Krone sowie der Farbe des Nektars.

## Vorkommen
Das Verbreitungsgebiet der Jaltomata-Arten erstreckt sich vom südöstlichen Arizona (USA) bis ins südliche Bolivien, sie sind auf drei der Galapagosinseln und den Großen Antillen zu finden. Der größte Teil der Arten ist in den Anden beheimatet, das Verbreitungsgebiet der verbreitetsten Art Jaltomata repanidentata erstreckt sich von Mexiko bis nach Bolivien. Mindestens sechs Arten kommen in den Loma-Formationen – extrem trockenen, nur durch vom Pazifischen Ozean aufsteigenden Nebeln befeuchteten Wüstengebieten – vor, die meisten dieser Arten treten dort endemisch auf.

## Verwendung
Die Früchte verschiedener Arten der Gattung werden als Obst gegessen und sind auf mexikanischen Märkten zu finden. Die Blätter der Pflanzen werden gelegentlich wie Spinat zubereitet und gegessen oder als Viehfutter verwendet. Einige Herbarbelege verweisen zudem auf eine medizinische Verwendung der Pflanzen.